# D'Angelo (chanteur)
Pour les articles homonymes, voir D'Angelo.
D'Angelo, de son vrai nom Michael Eugene Archer (/maɪkəl judʒin ɑɹtʃɚ/) (né le 11 février 1974 à Richmond, en Virginie), est un chanteur de neo soul, pianiste, guitariste, compositeur et producteur américain.
Artiste reconnu par ses pairs, il est nommé quatorze fois aux Grammy Awards et est lauréat de quatre récompenses.

## Biographie

### Débuts avecBrown Sugar
D'Angelo commence sa carrière assez jeune : à l'âge de 2 ans et demi, il se met à la chanson puis finit par décider d'en faire sa vocation à partir de 15 ans, enregistrant son premier album Brown Sugar en 1995. Bien que les ventes fussent décevantes au début, l'album progresse rapidement dans les charts, notamment grâce à la chanson Lady, classée parmi les 10 meilleures compositions dans le classement des Billboard Hot 100, ce qui permet l'émergence significative de plusieurs artistes de neo soul dans les années 1990 (notamment Maxwell, Erykah Badu et bien d'autres). Les critiques de cet album furent bonnes et le classèrent parmi les meilleurs titres de l'année.
Durant les 5 années suivant la sortie de l'album Brown Sugar, D'Angelo apparut régulièrement dans des musiques de films dont Belly (Devil's Pie), ou reprenant des titres comme Girl You Need a Change of Mind (Eddie Kendricks), Get on the Bus, She's Always in my Hair (Prince, Scream 2) ou encore Heaven Must be Like This (The Ohio Players). Il fait aussi de nombreux featurings dont Nothing Even Matters avec Lauryn Hill sur l'album de cette dernière The Miseducation of Lauryn Hill.

### Consécration avecVoodoo
Cinq ans après la sortie de Brown Sugar, D'Angelo sort en 2000 l'album Voodoo. Directement placé en haut des hits-parade, Voodoo  remporte deux Grammy Awards, l'un pour le meilleur album RnB, l'autre pour le meilleur chanteur RnB. Le titre-référence de cet album est Untitled (How Does it Feel), un hommage aux artistes Prince et Jimi Hendrix (la pochette du single contenant une photo de ce dernier). Cette chanson rencontra notamment un énorme succès grâce à un clip vidéo peu classique représentant D'Angelo nu chantant seul, et sans aucun élément autre. Ce clip est nommé 4 fois aux MTV Music Awards, et classé 44e meilleure vidéo dans la liste des meilleurs clips vidéos du groupe américain VH1. En parallèle, il continue à faire quelques featurings dont Be Here avec Raphael Saadiq, autre artiste de neo soul (sur son album Instant Vintage).
À la suite de cet album, D'angelo fit une tournée acclamée par les critiques, The Voodoo Tour. Avec le groupe éphémère The Soultronics, D'Angelo assure 31 dates de concerts. En 2002, le magazine Q l'inclut dans sa liste des « 50 compositeurs à connaître avant de mourir » (50 Bands To See Before You Die)[réf. nécessaire]. En 2020, le magazine Rolling Stone classe l'album Voodoo à la 28e place des 500 meilleurs albums de tous les temps.

### Absence de la scène musicale
En janvier 2005, D'angelo est arrêté en possession de cannabis et lui-même drogué. Plaidant coupable de ces faits le 13 avril, il écope d'une peine clémente au vu des faits (la conduite en état d'ivresse ou drogué est pénalement grave aux États-Unis) : retrait de son permis et peine avec sursis. Le 12 septembre, pour possession de cocaïne, il écopa d'une peine de 3 ans avec sursis. Le 19 septembre 2005, une semaine après avoir été condamné pour possession de cocaïne, D'Angelo est gravement blessé lors d'un accident de voiture à Powhatan County, en Virginie, en étant projeté hors du véhicule lors de l'impact : il ne portait alors pas de ceinture de sécurité. Il rentre chez lui au bout de quelques semaines d'hospitalisation. Après une longue période d'inactivité, D'Angelo est régulièrement invité sur différents opus d'autres artistes.
En août 2006, D'angelo confirme s'être remis au travail en s'exilant temporairement sur l'île d'Antigua pour travailler sur un troisième opus temporairement nommé James River et avoir entamé des collaborations avec les rappeurs Common et Q-Tip. Il semblerait qu'il ait été aussi en discussion avec le producteur Jermaine Dupri sur la possible sortie d'un nouvel opus. En janvier 2007, Questlove (en collaboration étroite avec D'Angelo) annonce sur le site officiel Okayplayer que D'Angelo ne souhaite plus commercialiser l'album James River. Il a semble-t-il retrouvé un souffle nouveau, et souhaite s'investir dans un projet de nouvel album moins sombre. Questlove émet l'idée que James River pourrait tout de même être commercialisé avec le nouvel album, soit comme un double CD. Beaucoup font alors le rapprochement entre James River et le Black Album de Prince que ce dernier avait refusé de commercialiser car jugé trop sombre et plus en adéquation avec ses nouvelles aspirations.
Fin octobre 2011, contre toute attente, il est annoncé en concert dans plusieurs salles Européennes pour le mois de Janvier 2012.Les places pour les 3 premières dates, en Hollande et au Danemark sont épuisées en moins de 24 heures.

### Black Messiah
Après 14 ans d'attente pour les fans, D'Angelo fait enfin son retour avec Black Messiah, rendu public le 15 décembre 2014 sans promotion particulière. Il permet à D'Angelo de remporter deux Grammys Awards, celui du Grammy Award du meilleur album RnB et celui de la meilleure chanson RnB (pour le titre Really Love), lors des 58e cérémonie des Grammy Awards qui s'est déroulée le 15 février 2016.

## Vie personnelle
D'Angelo a un fils, Michael Jr., avec la chanteuse de néo-soul Angie Stone et une fille nommée Imani, née en octobre 1999.

## Collaborations musicales
Il a pour référence musicale Left and Right en collaboration avec Method Man et Redman[réf. nécessaire]. Au fil de sa carrière, D'Angelo a notamment collaboré avec : Erykah Badu, Bilal, Maxwell, Raphael Saadiq, Questlove, Roy Hargrove, Dr. Dre, Snoop Dogg, Method Man, Redman, Mark Ronson, Slum Village, Q-Tip, Lauryn Hill, Common, Chuck D, Sly and the Family Stone, GZA, Isaac Hayes, The Roots, et Inspectah Deck.

## Discographie

### Albums
- 1995 : Brown Sugar (#22 US) ( Platine)
- 1996 : Live at the Jazz Cafe
- 2000 : Voodoo (#1 US) ( Platine)
- 2006 : The Soul of d'Angelo
- 2008 : The Best So Far
- 2014 : Black Messiah (crédité D'Angelo and the Vanguard)

### Singles
- 1995 : Brown Sugar
- 1996 : Cruisin
- 1996 : Lady
- 1996 : Me and Those Dreamin' Eyes of Mine)
- 1998 : Devil's Pie
- 1999 : Left and Right
- 2000 : Untitled (How Does It Feel?)
- 2000 : Send It on
- 2000 : Feel Like Makin' Love
- 2008 : I Found My Smile Again
- 2018 : Unshaken

### Singles (versions remixées)
- Brown Sugar (The 'Gap Band' Mix) (1995)
- Brown Sugar (Dime Bag Mix) (1995)
- Brown Sugar (Dollar Bag Mix) (1995)
- Brown Sugar (Radio Version) (1995)
- Brown Sugar (Soul Inside 808 Mix) (1995)
- Brown Sugar (Sugar Beatminerz Remix) (1995)
- Cruisin' (Carl McIntosh Mix) (1996)
- Cruisin' (Cut The Sax Remix) (1996)
- Cruisin' (Dallas Austin Remix) (1996)
- Cruisin' (Wet Remix) (1996)
- Cruisin' (The Main Body Mix) (1996)
- Lady (2B3 Long Play Mix By 2B3) (1996)
- Lady (2B3 Shake Dat Ass Mix) (1996)
- Lady (CJ Mackintosh Mix) (1996)
- Lady (CJ Mackintosh Radio Edit) (1996)
- Lady (Clean Street Version Featuring AZ) (1996)
- Lady (Just Tha Beat Mix Featuring AZ) (1996)
- Lady (Live Version) (1996)
- Me And Those Dreamin' Eyes Of Mine (Def Squad Mix) (1996)
- Me And Those Dreamin' Eyes Of Mine (Def Squad Mix Instrumental) (1996)
- Me And Those Dreamin' Eyes Of Mine (Erick Sermon Remix) (1996)
- Me And Those Dreamin' Eyes Of Mine (Erick Sermon Remix Instrumental) (1996)
- Me And Those Dreamin' Eyes Of Mine (DJ Premier Remix) (1996)
- Me And Those Dreamin' Eyes Of Mine (DJ Premier Remix Instrumental) (1996)
- Me And Those Dreamin' Eyes Of Mine (DJ Premier Just The Beat Mix) (1996)
- Me And Those Dreamin' Eyes Of Mine (DJ Premier Just The Beat Mix Instrumental) (1996)
- Me And Those Dreamin' Eyes Of Mine (A cappella) (1996)
- Devil's Pie (Raw Version) (1998)
- Devil's Pie (Instrumental) (1998)
- Devil's Pie (Clean Version) (1998)
- Devil's Pie (Raw A cappella) (1998)
- Left & Right (Explicit Edit)* (1999)
- Left & Right (Instrumental Version) (1999)
- Left & Right (Radio Edit) (1999)
- Left & Right (W/O Rap Version) (1999)
- Left & Right (A cappella) (1999)
- Untitled (How Does It Feel?) (Radio Edit) (2000)
- Send It On (Call Out Hook) (2000)
- Send It On (Radio Edit) (2000)

### Autres enregistrements
- U Will Know, en collaboration avec B.M.U (Black Men United) sur l'album Jason's Lyric (1994) ;
- Pray, sur l'album Head First de Vertical Hold (1994) ;
- Crew (au clavier), sur l'album de A Tribe Called Quest Beats, Rhymes and Life (1996) ;
- Overjoyed, sur l'album des Boys Choir of Harlem 'Up In Harlem' (1996) ;
- Cold World (Remix), avec GZA (1996) ;
- Your Precious Love, en collaboration avec Erykah Badu sur la bande originale du film High School High (1996) ;
- Girl You Need a Change of Mind, sur la bande originale du film Get On The Bus (1996) ;
- The Hypnotic, en collaboration avec The Roots' sur l'album Illadelph Halflife (1996) ;
- I Found My Smile Again, sur la bande originale du film Space Jam (1997) ;
- Ain't Nobody Home, en collaboration avec B. B. King sur l'album Deuces Wild (1997) ;
- The 'Notic, en collaboration avec The Roots (en featuring avec Erykah Badu) sur la bande originale du film Men In Black (1997) ;
- Heaven Must Be Like this, sur la bande originale du film Down In The Delta (1998) ;
- Nothing Even Matters, en collaboration avec Lauryn Hill sur son album The Miseducation of Lauryn Hill (1998) ;
- Break Ups 2 Make Ups, en collaboration avec Method Man sur son album Tical 2000: Judgement Day (1998) ;
- She's Always In My Hair, sur la bande originale du film Scream 2 (1998) ;
- The Spark au clavier, sur l'album de The Roots' Things Fall Apart (1999) ;
- Everyday, en collaboration et production avec Angie Stone sur son album Black Diamond (1999) ;
- Everybody Loves The Sunshine (reprise de Roy Ayers) - en face B du maxi single Untitled (2000) ;
- Time Travelin', Time Travelin' (reprise), Geto Heaven Part Two et Cold-Blooded en collaborations avec Common sur son album Like Water for Chocolate (2000) ;
- Tell Me en collaboration sur l'album de Slum Village Fantastic, Vol. 2 (2000) ;
- Caravan en collaboration avec The Roots sur l'album hommage à Duke Ellington du Red Hot + Indigo Duke Ellington tribute  / charity fund-raising album (2000) ;
- Talk S*** 2 Ya, collaboration sur la bande originale Baby Boy (2001) ;
- Be Here, collaboration sur Instant Vintage de Raphael Saadiq (2002) ;
- Water No Got Enemy, collaboration avec plusieurs artistes sur Red Hot + Riot: The Music and Spirit of Fela Kuti (2002) ;
- I'll Stay, collaboration on Roy Hargrove's The RH Factor: Hard Groove album (2003) ;
- Be Here, live collaboration on Raphael Saadiq's All Hits at the House of Blues album (2005) ;
- Sing A Simple Song, collaboration virtuelle avec Sly and the Family Stone, en featuring avec Isaac Hayes et Chuck D sur Different Strokes By Different Folks tribute album (2006) ;
- Bullsh*t, collaboration sur l'album The RH Factor: Distractions de Roy Hargrove (2006) ;
- So Far to Go, collaboration sur l'album The Shining de J Dilla (2006) ;
- Imagine, en collaboration avec Snoop Dogg et Dr. Dre sur l'album Tha Blue Carpet Treatment (2006) ;
- Glass Mountain Trust, collaboration sur l'album Record Collection de Mark Ronson (2010).

### Samples
- Download sample of "Untitled (How Does It Feel)" from Voodoo

## Distinctions
| Année | Travail nommé                           | Catégorie                                               | Résultat   |
| ----- | --------------------------------------- | ------------------------------------------------------- | ---------- |
| 1996  | Brown Sugar                             | Meilleur album RnB                                      | Nomination |
| 1996  | Brown Sugar                             | Meilleure chanson RnB                                   | Nomination |
| 1996  | Brown Sugar                             | Meilleure prestation vocale RnB masculine               | Nomination |
| 1997  | Lady                                    | Meilleure prestation vocale RnB masculine               | Nomination |
| 1999  | Nothing Even Matters (avec Lauryn Hill) | Meilleure prestation vocale RnB par un duo ou un groupe | Nomination |
| 2001  | Voodoo                                  | Meilleur album RnB                                      | Lauréat    |
| 2001  | Untitled (How Does It Feel)             | Meilleure prestation vocale RnB masculine               | Lauréat    |
| 2001  | Untitled (How Does It Feel)             | Meilleure chanson RnB                                   | Nomination |
| 2003  | Be Here (avec Raphael Saadiq)           | Meilleure chanson RnB                                   | Nomination |
| 2003  | Be Here (avec Raphael Saadiq)           | Meilleure prestation Urban/Alternative                  | Nomination |
| 2004  | I'll Stay (avec Roy Hargrove)           | Meilleure prestation vocale R&B par un duo ou un groupe | Nomination |
| 2016  | Black Messiah                           | Meilleur album RnB                                      | Lauréat    |
| 2016  | Really Love                             | Enregistrement de l'année                               | Nomination |
| 2016  | Really Love                             | Meilleur chanson RnB                                    | Lauréat    |